# Гагарино (Белгородская область)
Гагарино — село в Прохоровском районе Белгородской области. Входит в состав Коломыцевского сельского поселения.

## География
Находится в северной части Белгородской области, в лесостепной зоне, в пределах юго-западного склона Среднерусской возвышенности, к югу от автодороги М2, на расстоянии примерно 19 километров (по прямой) к востоку-юго-востоку от Прохоровки, административного центра района. Абсолютная высота — 225 метров над уровнем моря.

### Климат
Климат характеризуется как умеренно континентальный, с относительно мягкой зимой и тёплым продолжительным летом. Среднегодовая температура воздуха — 5,4 °C. Средняя температура воздуха самого холодного месяца (января) — −9,2 °C; самого тёплого месяца (июля) — 16,4 — 24,3 °C. Безморозный период длится в среднем 155—160 дней. Годовое количество атмосферных осадков — 527—595 мм, из которых большая часть выпадает в тёплый период.

### Часовой пояс
Село Гагарино как и вся Белгородская область, находится в часовой зоне МСК (московское время). Смещение применяемого времени относительно UTC составляет +3:00.

## История
Основан в первой четверти XIX века экономическими крестьянами из села
Заячьего. Вот что пишет в своих работах краевед Бобов  А. Г. : «Хутор Донецкий (Гагаринский тож) первоначально назывался еще и Новым Донецким. Находился он при другом отвершке Северского Донца и населен был в первой четверти XIX века экономическими крестьянами из села Заячьего.   
Современное название Гагарино утвердилось уже в XX веке, хотя пока еще не установлено, с кем оно связано. В конце XIX века среди гагаринцев не было фамилии Гагариных, но по словам С.Д. Солдаткина до сих пор сохраняется уличное (дворовое) прозвище Гагариных».  
По версии историй, передаваемых из поколение в поколение, хутор получил название от фамилии  князей Гагариных, которым принадлежали эти земли. На хуторе работали две мельницы, одна принадлежала Гончарову Илье, другая - Василию Солдаткину и Меженину Сафону Титовичу. Также имелось помещение для переработки овечьей шерсти -  «волнотрёпка».   
В 1914 году открылась школа.   
По данным на 1932 год хутор Гагарино населяло 822 жителя, относился он к Донецкому сельсовету Скороднянского района.   
1930-е года в хуторе создается колхоз  «Пролетарий».   
В 1950-х годах Гагарино относится к Коломыцевскому  сельсовету Скороднянского района, а в конце 1962 года уже к Прохоровскому.   
1961 год - открывается магазин и начинает работу клуб. Годом позднее открыло свои двери новое здание школы.   

## Население
| 2002 | 2010 |
| ---- | ---- |
| 104  | ↘61  |

### Половой состав
По данным Всероссийской переписи населения 2010 года в гендерной структуре населения мужчины составляли 41 %, женщины — соответственно 59 %.

### Национальный состав
Согласно результатам переписи 2002 года, в национальной структуре населения русские составляли 99 %.